# بونفوه عباس
بونفوه عباس (23 نوفمبر 1948–30/29 يونيو 2021) هو سياسي توغولي، شغل، منصب رئيس توغو بصفة مؤقتة في 25 فبراير 2005 وذلك بعد استقالة فور غناسينغبي، واستمر في المنصب حتى انتخاب فور غناسينغبي في 4 مايو 2005.